# Krakonoš (Kozí hřbety)
Krakonoš je hora vysoká 1422 m n. m. Nachází se v Krkonoších v okrese Trutnov a je součástí Kozích hřbetů.

## Charakteristika
Hora leží 5 km východně od Špindlerova Mlýna. Z vrcholu Krakonoše jsou výhledy do okolí např. na Ještěd (1012 m n. m.) nebo Sněžku (1603 m n. m.).

## Dostupnost
Odbočku na vrchol Krakonoše protíná  červená turistická značka vedoucí mezi Špindlerovým mlýnem a Luční boudou. V zimních měsících je kvůli lavinovému nebezpečí cesta ze Špindlerova mlýna uzavřena.

## Galerie

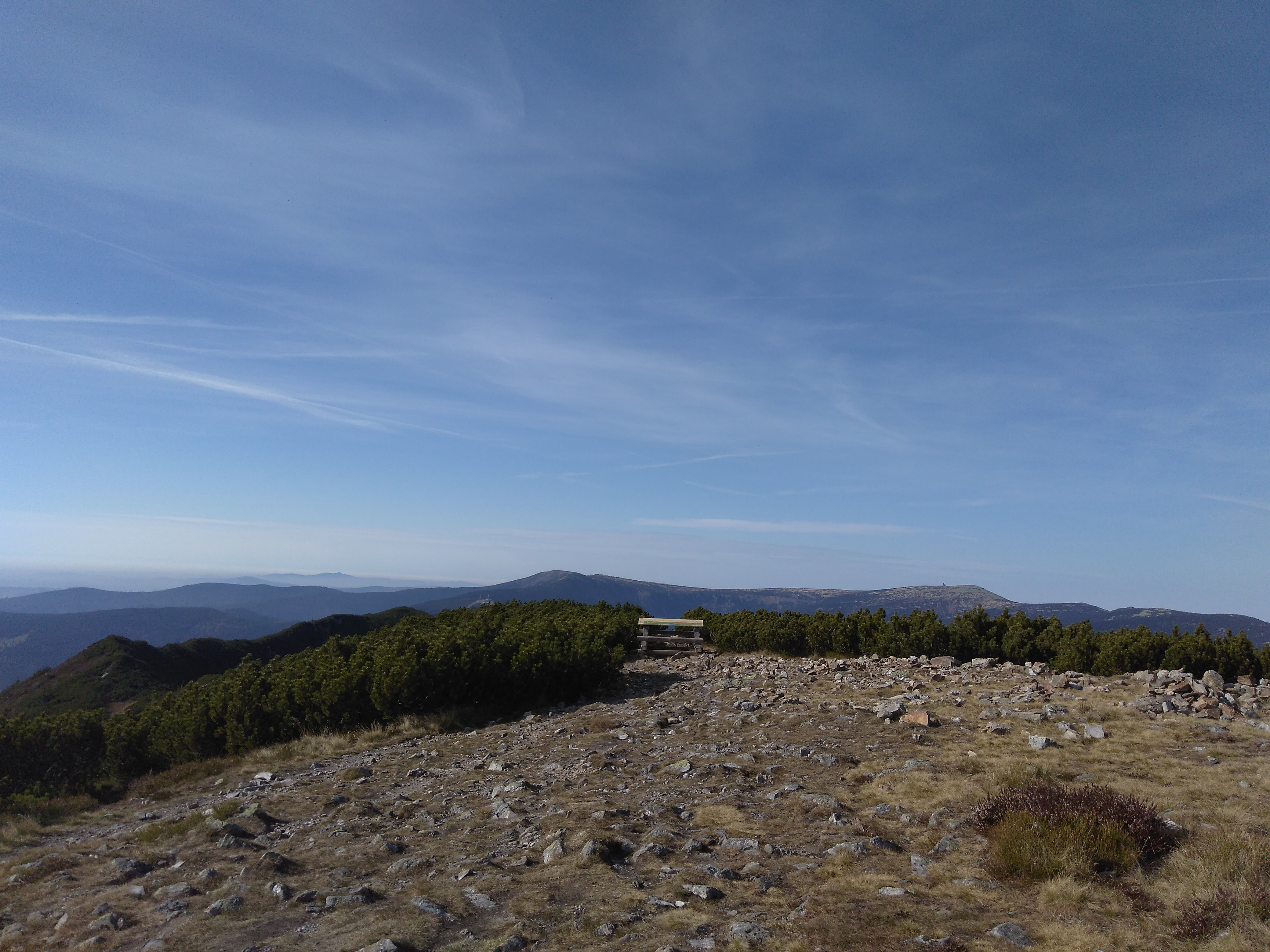
Krakonoš (kozí hřbety) výhled z vrcholu
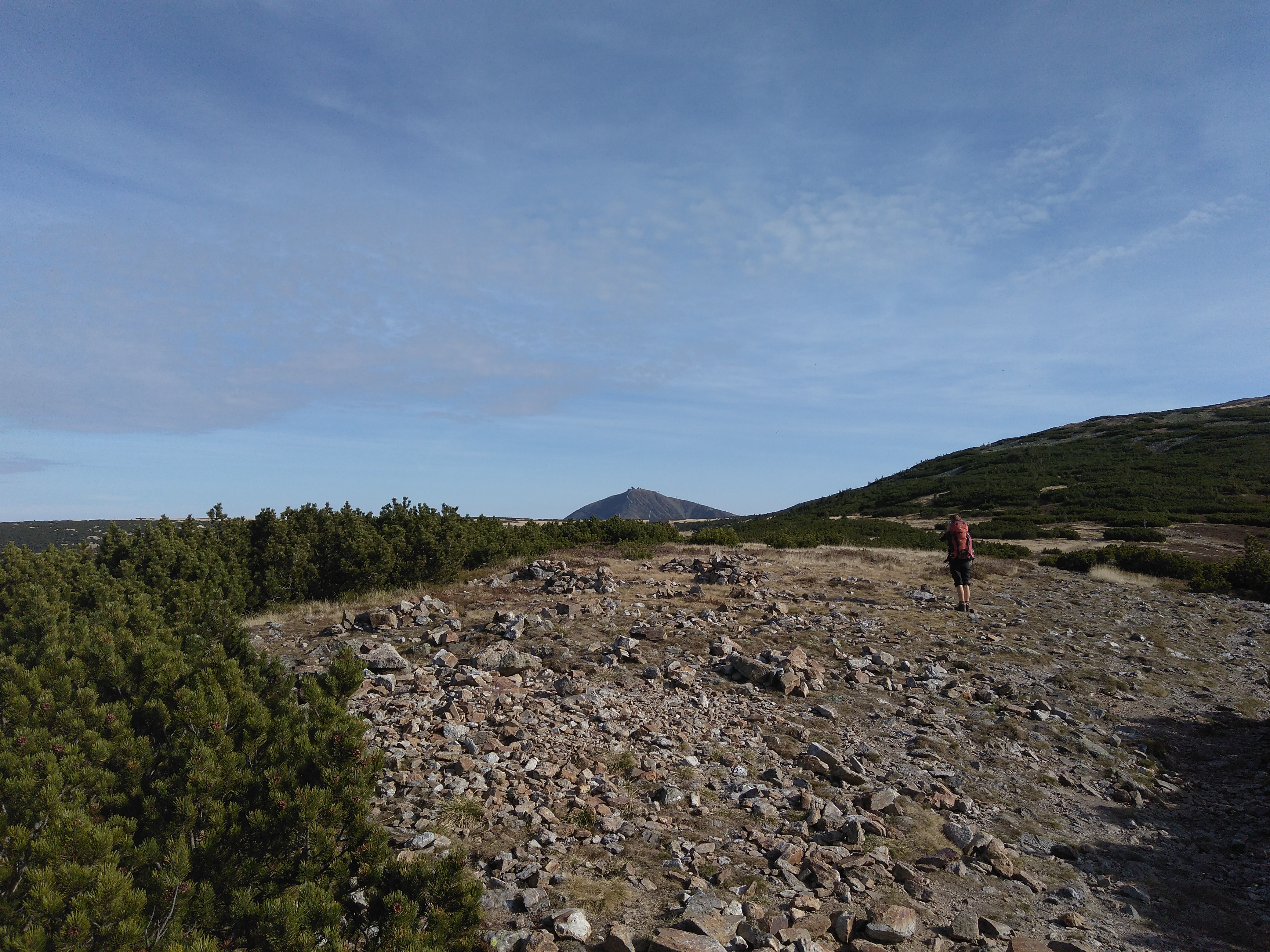
Krakonoš (kozí hřbety) výhled z vrcholu